# Carlos'n Charlie's

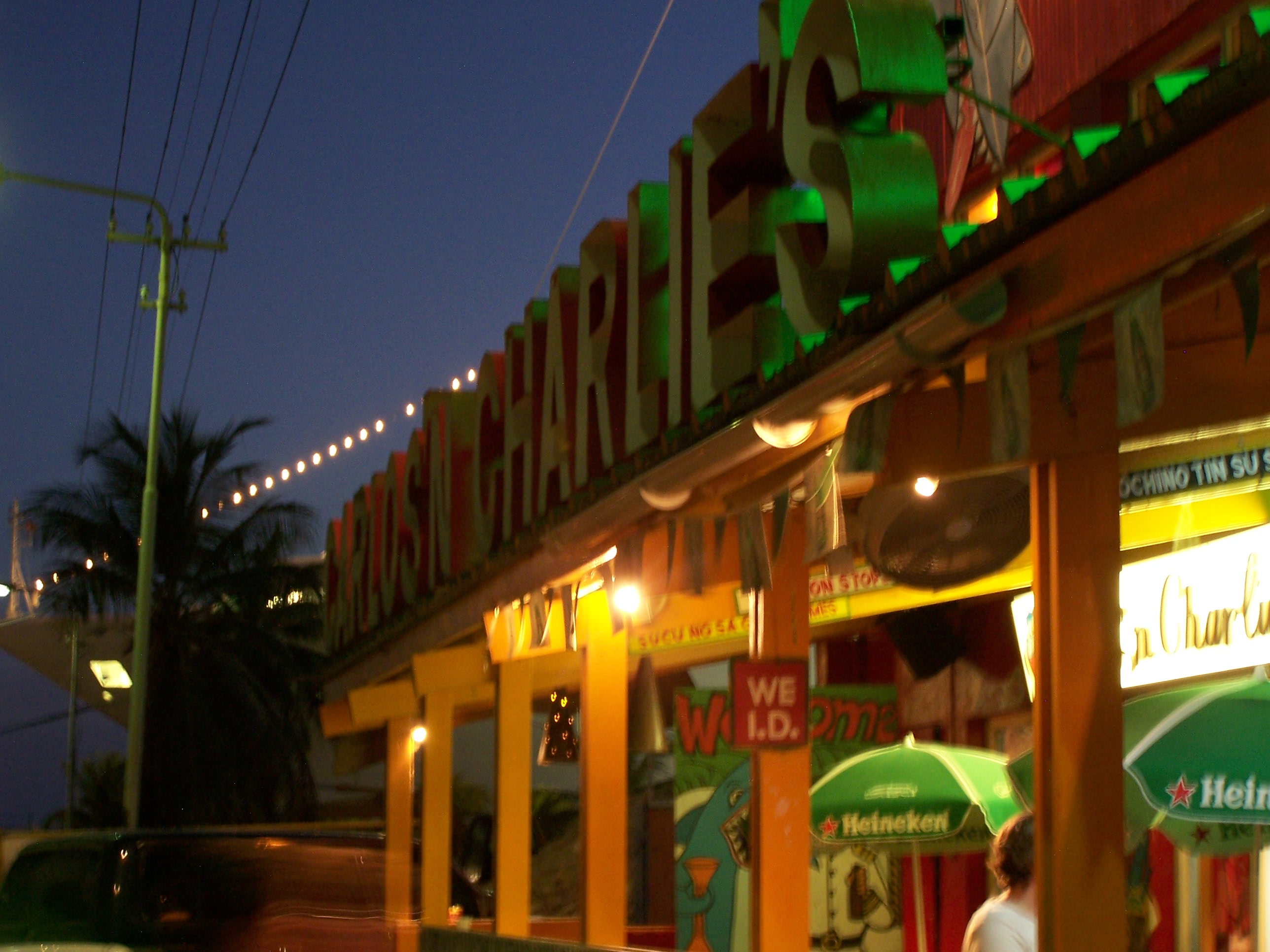
Restaurante Carlos'n Charlie's en Oranjestad, Aruba.

Carlos'n Charlie's es una cadena de restaurantes casuales mexicanos, principalmente ubicados en los destinos turísticos de México y el Caribe.
El menú del restaurante incluye comida mexicana y estadounidense, mariscos, pastas, sopas, ensaladas y aperitivos. El restaurante pretende ser un restaurante familiar 100% mexicano, que ofrece un menú infantil.
Carlos es Carlos Anderson, fundador de Grupo Anderson's, quien murió en un accidente de avión en 1990, y Charlie es Charles Skipsey, su socio. La compañía fue fundada en 1963, sus solicitudes de más de 50 restaurantes hace que sea una de las cadenas de restaurantes mexicanos más grandes. Además de Carlos'n Charlie's, el Grupo Anderson tiene la cadena del Señor Frog's, junto con otros restaurantes/bares similares de marca como Carlos O'Brians y El Squid Roe.
Los restaurantes Carlos'n Charlie tuvieron un promedio de 3,6 millones de dólares en el 2005 con una cuenta promedio de $22,50. Ellos esperan que las ventas crezcan de 105 millones dólares a 112 millones en 2006. La compañía tiene su sede en Cancún.
En este restaurante en Aruba Natalee Holloway fue vista por última vez por sus compañeros de clase el 30 de mayo de 2005.

## Ubicaciones
Carlos'n Charlie's cuenta con 10 sucursales en México:
| - Acapulco - Cancún - La Paz (Baja California Sur) - Cozumel | - Cuernavaca - Ciudad de México - Monterrey | - Playa del Carmen - Saltillo |

Y 3 en Estados Unidos:
- Austin, Texas
- Heathrow, Florida
- Las Vegas, Nevada, dentro del Hotel Flamingo.

Había un restaurante en Aruba, pero debido a su asociación con el caso de Natalee Holloway, ese lugar fue cambiado a una sucursal de Señor Frog's.